# 劉生琢行
劉生 琢行（りゅうせい たく、1983年〈昭和58年〉7月27日 - ）は、日本の元プロバスケットボール選手。中華人民共和国河北省出身。現役時代のポジションはセンターフォワード。中国名は劉 衝（リュウ・ハン）。

## 来歴
霞ヶ浦高校にバスケ留学のため来日。
その後白鷗大学を経て、2007年に栃木ブレックスに入団するが、シーズン途中で選手登録を外れ育成枠契約となる。
2008年、新潟アルビレックスBBと練習生契約を結ぶも選手契約には至らず、千葉ピアスアローバジャーズに入団。
2009年、リンク栃木ブレックスのD-TEAMブレックスバスケットボールクラブに入団。
2010年、D-RISEとしてJBL2へ参戦し、リバウンド王とベスト５に選ばれた。
2011年、JBL2新規参入の兵庫ストークスへ移籍。
2012年、JBL2の大塚商会アルファーズへ移籍。
2015年、３人制プロバスケットボールリーグ、3x3 PREMIER.EXEにはBREX.EXEのメンバーとして出場。
2016年、この年創設されたTACHIKAWA DICE.EXEのプレイングマネジャーに就任。
2017年、チームの創設２年目にして初リーグ優勝。
2018年、 選手として3x3 TOURNAMENT.EXE JAPAN FINALで３位で、FIBA 3×3 World Tour Challengers Nanjing大会に出場。5月に第4回 3×3日本選手権大会OPENカテゴリーを優勝。「FIBA 3×3ワールドツアーマスターズ2018」 アジア・オセアニア大陸予選大会の出場権を獲得。チームでは、3x3 PREMIER.EXEリーグ連覇、ファイナル優勝して8月に出場したFIBA 3x3World Tour Masters Chengdu大会に出場。
2019年、3x3 PREMIER.EXEリーグを３２試合全勝でリーグ連勝記録を更新し、リーグ３連覇を達成。同年にTACHIKAWA DICE.EXEを退団。